# Joe Esposito
Pour les articles homonymes, voir Esposito.
Joseph Carmine Esposito (22 janvier 1938 – 23 novembre 2016) était un ami de service militaire d'Elvis Presley devenu road manager dans les années 70 quand Elvis est reparti en tournée.  Après la mort d'Elvis, Joe a continué à travailler avec Jerry Weintraub qui produisait les tournées d'Elvis. Il est également devenu auteur et éditeur de plusieurs livres sur Elvis,.